# Cyanopenthe metallica
Cyanopenthe metallica es una especie de coleóptero de la familia Tetratomidae.

## Distribución geográfica
Habita en India.